# Combate de Pitambalá
El Combate de Pitambalá fue un enfrentamiento armado que se produjo el 27 de diciembre de 1816 entre fuerzas de las Provincias Unidas del Río de la Plata y las milicias de Juan Francisco Borges, quienes buscaban la autonomía de Santiago del Estero. La batalla tuvo sitio en inmediaciones al pueblo de Pitambalá, actual Departamento San Martín, Provincia de Santiago del Estero.
Las tropas rebeldes santiagueñas resultaron derrotadas por las huestes de Gregorio Aráoz de Lamadrid y, una vez sofocado el alzamiento, Borges fue fusilado por orden del general Manuel Belgrano.

## Antecedentes
Desde la creación del Virreinato del Río de la Plata en 1776, la ciudad de Santiago del Estero y su jurisdicción formaban parte de la Intendencia de Salta del Tucumán. Luego de la Revolución de Mayo de 1810 y con la consecuente nueva organización territorial de las Provincias Unidas del Río de la Plata, el 8 de octubre de 1814 el entonces Directo Supremo Gervasio Antonio de Posadas dispuso que la Intendencia de Salta del Tucumán fuera dividida en dos. Por un lado se creaba la Provincia de Salta, que integraba las ciudades de Jujuy, Orán, Tarija y Santa María, todas subordinadas a su capital Salta; mientras que en otra nueva jurisdicción, la Provincia de Tucumán, colocó a las ciudades de Santiago del Estero y Catamarca dependiendo de San Miguel del Tucumán como nueva capital.
Los santiagueños tomaron esta medida como arbitraria. La situación se agravó cuando el nuevo gobernador tucumano, Bernabé Aráoz, envió a Santiago del Estero al jurista Juan Bautista Paz, de cuyos informes se resolvió la destitución en 1815 de Pedro Domingo Isnardi como teniente de gobernador, siendo reemplazado por Mariano Díaz y luego por Tomás Juan Taboada, partidarios de Aráoz. A partir de allí, surgieron reiterados conflictos entre los miembros del Cabildo de Santiago del Estero y las autoridades tucumanas, es decir, una puja entre los intereses de los santiagueños y los que propiciaban la subordinación a Tucumán.
Por otro lado las ideas federalistas, lideradas por el brigadier José Gervasio Artigas contra el centralismo porteño, resultaron en la formación de la Liga de los Pueblos Libres, que buscaba exaltar las autonomías provinciales, atender los justos reclamos del interior y potenciar el protagonismo de los gobernantes locales. Estos postulados tomaron fuerza entre los vecinos y el clero de Santiago del Estero y fue Juan Francisco Borges quien encarnó esos ideales a nivel local.
Tras la caída del unitario y Director Supremo Carlos María de Alvear, el sentimiento autonomista se vio fortalecido en Santiago del Estero. Por ello, el 4 de septiembre de 1815 estalló una revolución autonomista, que destituyó al teniente de gobernador Taboada y nombró como gobernador a Borges. Cuatro días después Aráoz sofocó la rebelión con ayuda de la familia Taboada y Borges fue capturado. Sin embargo, este último huyó y se refugió en Salta bajo la protección de Martín Miguel de Güemes.
Borges regresó a Santiago del Estero en 1816, y una vez proclamada la independencia, los santiagueños seguían dependiendo administrativa y políticamente de Tucumán. Fue entonces que el 10 de diciembre de ese año estalló nuevamente una revolución autonomista liderada por Borges, quien declaró a Santiago del Estero como provincia autónoma y a él como su gobernador. El teniente de gobernador derrocado esta vez fue Gabino Ibáñez, quien respondía fielmente al gobernador tucumano Bernabé Aráoz y era íntimo de la familia Taboada. Inmediatamente Aráoz informó al general Manuel Belgrano, argumentando falsamente que aquel levantamiento de Borges era contra el Congreso de Tucumán y las Provincias Unidas del Río de la Plata, siendo que dicha revolución solo buscaba cortar los lazos de dependencia con Tucumán.
Por orden del Congreso, en que la influencia de los tucumanos fue decisiva, Belgrano envió tres regimientos para reprimir la revolución, buscar a Borges, perseguirlo y detenerlo.

## El combate
Partieron desde Tucumán 100 húsares al mando del comandante Gregorio Aráoz de Lamadrid y tras ellos 200 infantes, 50 dragones y 2 piezas de artillería, al mando de Juan Bautista Bustos y José María Paz. Ante el avance de las tropas enviadas por Belgrano y estando en evidente inferioridad numérica, Borges se retiró hacia Loreto, donde pudo reunir unos 500 hombres.
Llegadas las tropas enviadas por Belgrano a Santiago del Estero fueron informados por Gabino Ibáñez del punto en que estaban reunidas las tropas autonomistas. Gregorio Aráoz de Lamadrid, junto a sus 100 húsares, cruzaron el río Dulce y marcharon la mayor parte de la noche. A la mañana del 27 de diciembre de 1816, aclarando ya el día, llegaron a Pitambalá, (actual Departamento San Martín). Allí era el lugar donde estaba acampando Borges con sus fuerzas.
La batalla comenzó cuando Lamadrid oyó una descarga que hizo un guardia de los rebeldes seguido de una voz que gritó "a la carga" dada por un capitán. Lamadrid ordenó inmediatamente el ataque. Comenzó la batalla y las tropas de Lamadrid lograron desordenar a los santiagueños, quienes comenzaron a dispersarse en todas direcciones al ser perseguidos. El combate duró una hora y media aproximadamente, resultando victoriosas las tropas tucumanas. Los santiagueños tuvieron 30 bajas y 80 hombres fueron tomados prisioneros.
Borges huyó solo hacia el río Salado, con el propósito de pasar a Salta, donde suponía que Güemes iba a prestarle ayuda. Fue perseguido y se refugió en Guaype, cerca de Matará, en casa de Leandro Taboada (padre de Manuel y Antonino, los futuros caudillos de Santiago del Estero), pero éstos lo entregaron a Lamadrid.

## Consecuencias
El Congreso de Tucumán había decretado el 1 de agosto de 1816 el fin de la revolución, el principio del orden, el reconocimiento y obediencia a la autoridad. De esa manera disponía que quienes promovieran la discordia entre los pueblos serían reputados como enemigos y castigados con todo el rigor de las penas hasta la muerte o expatriación, según la gravedad del crimen.
En cumplimiento de esas disposiciones, Belgrano ordenó que Borges fuera fusilado sin juicio ni defensa alguna, lo que fue cumplido por Lamadrid el 1 de enero de 1817. A Lorenzo Lugones, Lorenzo Goncebat y Pedro Pablo Montenegro se les perdonó la vida, gracias a la intercesión de los diputados santiagueños en el Congreso de Tucumán, Pedro León Díaz Gallo y Pedro Francisco de Uriarte. Sin embargo, fueron sancionados militarmente: Lugones y Montenegro perdieron el grado de capitán, y el último fue desterrado a Belén por cuatro años. Goncebat fue condenado a servir por seis años como soldado raso del Regimiento nº 2.
Belgrano reconoció como "legión restablecedora del orden" a las tropas de Aráoz de Lamadrid, que derrotaron la insurgencia de Borges y sus hombres. En memoria y gratitud por aquel hecho de armas, el Director Supremo Juan Martín de Pueyrredón concedió a esos militares, el 4 de febrero de 1817, por haber obtenido la pacificación de Santiago del Estero, un escudo de distinción en paño celeste, que debían llevar sobre el brazo izquierdo con letras de oro, con la inscripción: "honor a los restauradores del orden".
Santiago del Estero continuó siendo una tenencia de gobierno dependiente de las autoridades tucumanas hasta que, en abril de 1820, Juan Felipe Ibarra declaró la autonomía creándose la Provincia de Santiago del Estero.